# Swiss Ice Hockey Federation

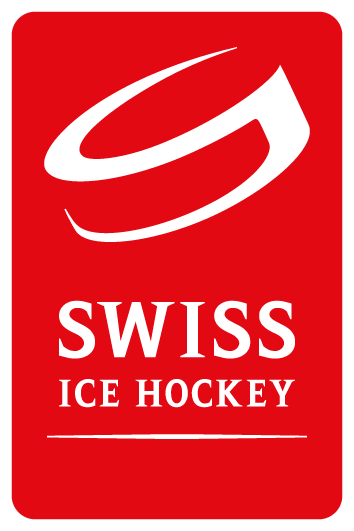
Logo der Swiss Ice Hockey Federation (SIHF)

Die Swiss Ice Hockey Federation (SIHF) ist die Dachorganisation des Schweizer Eishockeys. Die SIHF vereint den Leistungssport mit den Abteilungen „National Teams“ und „National League & Swiss League“ sowie den Nachwuchs- und Amateursport mit den Abteilungen „Youth Sports & Development“ und „Regio League“.
Die Swiss Ice Hockey Federation ist sowohl Mitglied von Swiss Olympic wie auch von der International Ice Hockey Federation (IIHF).

## Geschichte
Der Verband wurde am 27. September 1908 als Nachfolgerverband der seit 1904 bestehenden Eishockey-Vereinigung in der Romandie, «Ligue de hockey sur glace de la Suisse romande», gegründet. 1968 gestand man der Nationalliga (heute National League), die bis dahin unter dem SEHV spielte, weitgehend Autonomie zu. 1990 wurde der «Fonds Jean Tinguely» gestiftet, womit Nachwuchs-Projekte unterstützt werden sollen. 2000 übernahm die Sportagentur IMG Suisse SA die Vermarktung des SEHV, der die Rechte aber schon 2001 wieder zurückkaufte. Später erfolgte die Umbenennung in Swiss Ice Hockey Association. Zum 1. Juni 2011 fusionierte die SIHA mit der National League und der Regio League zur heutigen Swiss Ice Hockey Federation.
Die SIHF engagiert sich stark für den Nachwuchs sowie das Fördern des Fraueneishockeys. Hierfür wurden zwei grosse Rekrutierungstools (Swiss Ice Hockey Day und die PostFinance Trophy) ins Leben gerufen, an denen Mädchen wie auch Knaben teilnehmen dürfen. Der Swiss Ice Hockey Day ist ein nationaler Tag, welcher in der ganzen Schweiz stattfindet und vor allem Anfängern eine Möglichkeit bietet, die ersten Schritte auf dem Eis zu machen. Die PostFinance Trophy ist ein nationales Schülerturnier, welches von der PostFinance als Hauptpartner zur gezielten Nachwuchsförderung unterstützt wird.

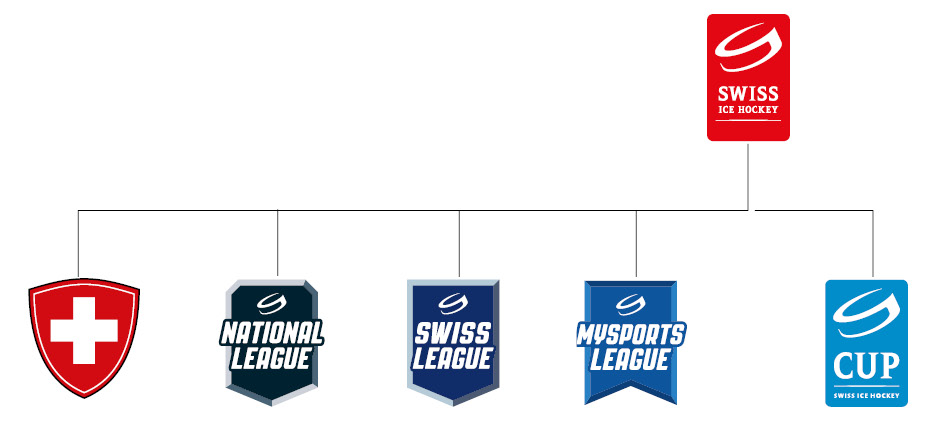
Neue Ligenstruktur und Logos (2017)

Aufgrund der Neueinführung der MySports League (höchste Amateurliga) und der Umbenennung von National League A auf National League und National League B auf Swiss League, wurden die Logos überarbeitet und neu gestaltet. Die drei höchsten Ligen der Schweiz erhielten zur Saison 2017/18 neue Logos.

## Ausgetragene Turniere
1909 wurde die erste Meisterrunde, die zur Meisterschaft des HC Bellerive Vevey führt, ausgetragen. 1910 fand die erste Europameisterschaft überhaupt auf einem zugefrorenen See vor Montreux statt. 1926 wurde die Europameisterschaft erneut in der Schweiz, in Davos ausgespielt, wobei die Schweizer Nationalmannschaft Europameister wurde. 1928 wurden in St. Moritz die Olympischen Winterspiele ausgerichtet, bei denen die Schweizer Auswahl den dritten Platz erreichte. 1971 richtete der SEHV die Eishockey-Weltmeisterschaft aus. 1990 wurden die Weltmeisterschaften wieder in der Schweiz, in Bern und Freiburg, ausgetragen. 1997 organisierte der Verband die U20-Junioren-Weltmeisterschaften, im Jahr darauf fand auch die Weltmeisterschaft der Herren im Alpenland statt, bei der die Schweizer Nationalmannschaft ins Halbfinale vordrang und das Turnier als Vierte abschloss. 2001 wurden das Olympia-Qualifikationsturnier der Frauen und die U18-Weltmeisterschaften von der Schweiz ausgerichtet. Am 7. Mai 2004 bestimmte die IIHF das Gründungsmitglied zum Gastgeber der Eishockey-Weltmeisterschaft der Herren 2009.
Vom 16. bis 25. April 2011 wurde zum ersten Mal die Frauen-Weltmeisterschaft in der Schweiz mit den Spielorten Zürich (Hallenstadion) und Winterthur (Eishalle Deutweg) durchgeführt.
In Zug und Luzern wurde vom 16. bis 26. April die Eishockey-Weltmeisterschaft der U18-Junioren 2015 ausgetragen.

## Daten und Zahlen
Beim zehnten Jubiläum des Verbandes 1918 zählte man erst zehn Clubs als Mitglieder. 1939 war der SEHV ein Dachverband von 43 Clubs und über 3270 Spielern, nach dem Zweiten Weltkrieg erhöhten sich diese Zahlen nochmals auf 96 bzw. 5410. An der Saison 1954/55 nahmen 262 Mannschaften in 5 Spielklassen teil. Die Zahl der Kunsteisbahnen erhöhte sich bis 1973 auf zehn in der Schweiz. 1983 spielten 279 Clubs und 52.720 Mitglieder unter dem Dach des SEHV.

## Präsidenten
- 1908–1920: Max Sillig
- 1921–1924: Bruno Leuzinger
- 1924–1926: Paul Müller
- 1926–1927: Marcel Wirz
- 1927–1928: Alfred Poulin
- 1928–1932: Marcel Wirz
- 1932–1934: Oskar Meier
- 1934–1936: Pierre Baumgartner
- 1936–1942: Jean Hediger
- 1942–1944: Friedrich Kraatz
- 1944–1950: Raymond Gafner
- 1950–1963: Max Thoma
- 1963–1966: Josef Kuonen
- 1966–1967: Henri Kunz
- 1967–1976: Reto Tratschin
- 1976–1981: François Wollner
- 1981–1985: Max Bigler
- 1985–1994: René Fasel
- 1994–1996: Josef Brunner
- 1996–2003: Werner Kohler
- 2003–2008: Fredy Egli
- 2009–2012: Philippe Gaydoul
- 2012–2017: Marc Furrer
- 2017–2023: Michael Rindlisbacher
- 2023–2024: Stefan Schärer
- Stelle vakant; Interimsleitung durch Vizepräsident Marc-Anthony Anner[3]